# 정옥임 (1960년)
정옥임(鄭玉任, 1960년 7월 26일 ~ )은 통일부 산하기관인 북한이탈주민지원재단의 이사장이다. 제18대 국회의원과 한나라당 원내대변인을 맡은 이력을 가지고 있다.(새누리당, 비례대표) 19대 국회의원 총선거에서 서울 강동을에 출마하였으나 낙선하였다.

## 학력
- 서울 월계초등학교
- 서울 성신여자중학교
- 서울 성신여자대학교 부속 고등학교
- 1982: 고려대학교 정경대학 정치외교학과 수석 입학, 수석
- 1995: 고려대학교 대학원 국제정치학 박사

## 경력
- 1995 ~ 1996: 미국 스탠포드 대학 박사후과정
- 1996 ~ 1997: 미국 후버연구소 객원 연구위원
- 1997 ~ 1999: 일본국제교류센터(JCIE) Project 참여
- 1999 ~ 2000: 미국 브루킹스 연구소 동아정책연구센터 연구위원(CNAPS Fellow)
- 1999 ~ 2002: 청와대 국가안전보장회의(NSC) 정책 전문위원
- 2000 ~ 2002: 세종연구소 연구위원
- 2000 ~ 2002: KBS 객원해설위원
- 2003: KBS [라디오 정보센터 정옥임입니다] 진행
- 2003 ~ 2008: 국가정보원, 외교통상부, 국방부 정책 자문위원
- 2004 ~ 2008: 선문대 국제학부 교수
- 2004 ~ 2008: 한국국방연구원 연구위원(KIDA Fellow)
- 2008 ~ 2012: 제18대 국회의원 (한나라당 비례대표)
- 2013.11 ~ 2015.06: 북한이탈주민지원재단 이사장

### 18대 국회 경력
- 국회 외교통상통일위원회 의원
- 국회 정보위원회 위원
- 한나라당 원내대변인
- 한나라당 북한인권 및 탈북자·납북자위원회 위원장
- 한나라당 국제위원회 부위원장
- 한나라당 인권위원회 위원
- 한나라당 미래위기대응특별위원회 부위원장
- 한나라당 북한핵도발대응특별위원회 위원
- 한나라당 빈곤없는나라만드는특별위원회 위원
- 한나라당 지방선거기획위원회 위원
- 한국 원자력 국제협력재단 선임 이사
- 국민성공실천연합 공동대표
- 2010 6.2 지방선거 중앙선거대책위원회 대변인
- 2008년 국정감사 우수국회의원상
- 2009년 국정감사 우수국회의원상

## 논란
- 2012년 1월 일명 나경원법을 발의. - (선거에서 후보 및 그의 가족에 대한 허위사실을 언론이나 소셜네트워크서비스 등을 통해 유포할 경우 징역형으로만 가중 처벌하는 내용의 공직선거법 개정안) 해당법안은 언론통제를 강화하려는 반민주적 태도라는 비판이 있다. 또한, 언론자유를 강화하자는 일명 정봉주(허위사실 유포로 구속)법의 이슈화를 막고자한다는 논란이 있다.[1]
- 한일합방 100주년 발언 - 2012년 2월 24일 MBC라디오 손석희의 시선집중에 전화출연해 박선원박사와 전화토론중 '한일합방 100주년'이라는 발언으로 물의를 빚었다. 100주년 발언후 토론이 이어지고 약 3분후, 박선원 박사가 100주년발언을 언급하자 "누가 그 합방에 주년이라는 말을 씁니까? 표현을 다시 하십시오"라며 불쾌해했고 이후 계속 된 토론에서 100주년을 빼고 한일합방이라고 했다는 주장을 계속하자 진행자인 손석희교수는 "명확한 용어는 한일강제병합입니다."라고 지적했다.[2] 방송이후 논란이 일자 정옥임의원은 트위터에서 '주년'발언을 부인하다 다시 들어보고 확인 후 대응하겠다는 반응을 보였고 결국 이후 트위터를 통해 사과했다.[3]

## 역대 선거 결과
|  | 37.48% |

|  | 45.83% |

## 기타
- 2011년 11월 22일 한미FTA 비준동의안 기습상정에 찬성했다.[4]

## 저서와 논문

### 저서
- [北核 588日: 클린턴 행정부의 대응과 전략] (서울: 서울프레스, 1995).
- [21세기 동북아 국제관계와 한국] (서울: 나남, 2004), 공저.

### 논문
- "국제기구로서의 KEDO: 각국의 이해관계와 한국의 정책" [한국과 국제정치], 제14권 제1호, 1998년 봄・여름 통권 제28호.
- "금창리 의혹과 미국의 대응" [계간사상], 99・봄호.
- "국제정치환경과 약소국 정책결정: 박정희 정부 下의 한・미 관계를 사례로" (세종연구소 연구논문, 1999).
- "미 의회와 대북 정책"  [국방연구] 1999. 12.
- "미국의 대중 정책과 한반도" (세종연구소), 2001. 8.
- "한반도 평화와 주한 미군: 동맹 재정립의 방향" (세종연구소), 2001.12.
- "대북 햇볕정책과 인도적 지원사업" (세종연구소), 2002. 2.
- "21세기 미국의 패권과 유엔" [국제지역연구] 제14권 1호, 2005 봄.
- "21세기 한국 군비효율화" [국방연구], 2006. 여름.
- "미국의 21세기 원자력 정책" [전략연구], 2006 겨울.
- 북리뷰 : 리처드 닉슨 저, [평화를 넘어서]:Beyond Peace, 262 pages, New York: Random House, 1994, [전략연구], 1994년 제III권.
- 북리뷰 : 돈 오버도퍼 저, [두 개의 한국:현대사]: The Two Koreas: A Contemporary History, [계간사상], 1998년 봄 호.
- 북리뷰 : 헨리 키신저 저, [외교]:Henry Kissinger, Diplomacy (New York: Simon & Schuster, 1994), 912 pp., [전략 연구], 1998년 제IV권.
- 북리뷰 : 헨리 키신저 저, [쇄신의 시절]:Henry Kissinger, Years of Renewal: The Concluding Volume of His Memoirs (New York: Simon & Schuster, 1999), 1151 pp., [국가전략], 제5권 2호, 1999년.
- [미국 대북 정책 결정의 주요 행위자], 1999.10. 세종연구소.
- [미국의 대선과 대 한반도 정책], 2000.12. 청와대 국가안전보장회의.
- [부시 행정부의 제네바 북미 기본합의 이행 개선], 2001. 12. NSC.
- [21세기 미래전략을 위한 군비 효율화 방안], 2005. 12. 국방대학원.
- "US Policy toward the North Korean Nuclear Issue, March 1993-October 1994: A Case in Multi-Level Bargaining," IRI Review (Fall 1996).
- "The Origins and Evolution of the Japanese-American Alliance: A Korean Perspective" (A/Parc, Stanford: Stanford University Press, 1998).
- "Managing Change on the Korean Peninsula: Regional Perspectives and Role"  in Kim Kyung-Won ed., Managing Change on the Korean Peninsula, Korea and World Affairs, Vol.22, No. 2, Summer 1998.
- "The Role and Limits of KEDO as an International Institution" IRI Review (Summer 1998).
- Periodical Review, "Asian Values and Development" Foreign Policy, Summer 1998.
- "The "North Korea" Factor and ROK-US Relationship" Korea and World Affairs, Spring, 1999.
- "The Financial Crisis: The Impact on Women" in Mohamed Jawhar Hassan & Mely C. Anthony, eds., Taming Turmoil in the Pacific (ISIS, Malaysia, 1999).
- "The US-ROK Private Sector in Peace and Security on the Korean Peninsula" The Korean Journal Defense Analysis, Vol.11, No.1, Summer 1999.
- "Security Outlook: Case of South Korea" in Charles E. Morrison and Richard W. Baker, eds., Asia Pacific Security Outlook 2000
- "The Sunshine Policy: An Interim Assessment" Korea and World Affairs, Vol.24, No.1, Spring 2000.
- "Solving the Security Puzzle in Northeast Asia:A Multilateral Security Regime"(The Brookings Institution, 2000)
- Book Review: Korea Briefing, 1997-1999: Challenges and Change at the Turn of the Century, Edited by Kongdan Oh, Pacific Affairs Vol. 75, No. 1, Spring 2002 (University of British Columbia).
- "The Role of South Korea's NGOs" in Gordon L. Flake, ed., Paved with Good Intentions (Praeger Publishers), 2003.
- "The 21st Century International Security Outlook and the US-ROK Military Alliance" Korea and World Affairs, Vol. XXVII, No. 3, Fall 2003.
- "Security Outlook: Case of South Korea" in Charles E. Morrison, ed., Asia Pacific Security Outlook 2004.
- "ROK-US Relationship after the Presidential Election" Korea and World Affairs, Winter 2004.
- "US Approaches toward the Two Remaining Evils" The Korean Journal of Defense Analysis (KJDA), Spring 2005.
- "Effective Implementation of the NPT" Strengthening the NPT and the Non-Proliferation of WMD (MOFAT: Seoul, 2005).
- "A Divided Buffer and Surrounding Powers: South Korea’s Dilemma in the New Era" paper  presented at IPSA  Conference:The New World Order and the Future of Divided Nations, Fukuoka, 2006.
- "The 2nd Inter-Korean Summit:What to Pursue and What to Avoid?" Korea and World Affairs, Fall 2007.